# Młyniska
Młyniska (in tedesco: Schellmühl) è una frazione di Danzica, situata nella parte centro-settentrionale della città.